# 兒童博物館

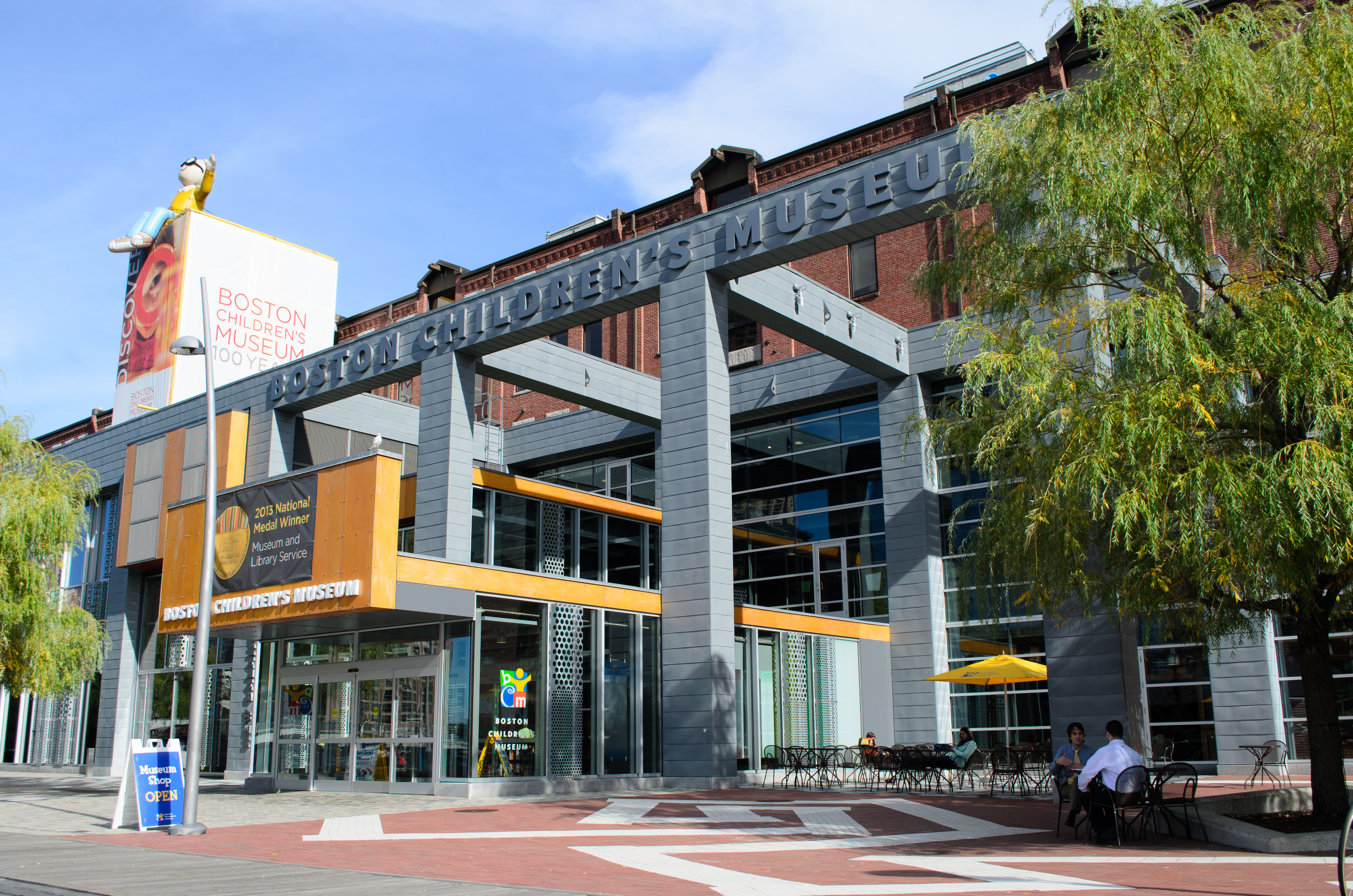
波士頓兒童博物館建於1913年，為美國第2座兒童博物館。

兒童博物館是專為兒童而設的設施，志在讓兒童透過展品和活動以學習。相對傳統博物館，兒童博物館不大多不會限制接觸展品，而是鼓勵兒童透過互動式展品參與。大多兒童博物館皆為非營利組織，當中不少只由志願者及少數職員運作。
兒童博物館協會（ACM）創於1962年，當年名為美國青年博物館協會（AAYM），於2007年在23個國家中共有341組織會員，而動手！歐洲兒童博物館（HO!E）則創於1994年，於2007年有34個國家中有組織會員。兒童博物館協會中不少提供共同會員制，容許其中一所博物館的成員可免費參觀其他博物館。